# Öppet vatten-simning vid världsmästerskapen i simsport 2022 – Herrarnas 10 km
Herrarnas 10 km vid världsmästerskapen i simsport 2022 avgjordes den 29 juni 2022 i Lupa-tó i Budapest i Ungern.
Italienska Gregorio Paltrinieri tog guld efter ett lopp på 1 timme, 50 minuter och 56,8 sekunder. Silvret togs av Paltrinieris landsman Domenico Acerenza och bronset togs av tyska Florian Wellbrock.

## Resultat
Loppet startade klockan 12:00.
| Placering | Namn                  | Nationalitet     | Tid             |
| --------- | --------------------- | ---------------- | --------------- |
| 1         | Gregorio Paltrinieri  | Italien          | 1:50.56,8       |
| 2         | Domenico Acerenza     | Italien          | 1:50.58,2       |
| 3         | Florian Wellbrock     | Tyskland         | 1:51.11,2       |
| 4         | Marc-Antoine Olivier  | Frankrike        | 1:51.11,5       |
| 5         | Dávid Betlehem        | Ungern           | 1:51.29,8       |
| 6         | Mychajlo Romantjuk    | Ukraina          | 1:51.41,6       |
| 7         | Niklas Frach          | Tyskland         | 1:51.45,8       |
| 8         | Nicholas Sloman       | Australien       | 1:51.58,1       |
| 9         | Jan Hercog            | Österrike        | 1:53.07,9       |
| 10        | Logan Vanhuys         | Belgien          | 1:53.24,5       |
| 11        | Hector Pardoe         | Storbritannien   | 1:53.41,7       |
| 12        | Brennan Gravley       | USA              | 1:53.43,4       |
| 13        | Dylan Gravley         | USA              | 1:53.45,8       |
| 14        | Alberto Martínez      | Spanien          | 1:54.25,0       |
| 15        | Ondřej Zach           | Tjeckien         | 1:54.27,8       |
| 16        | Taishin Minamide      | Japan            | 1:54.28,5       |
| 17        | Hau-Li Fan            | Kanada           | 1:54.29,6       |
| 18        | Joaquín Moreno        | Argentina        | 1:54.30,8       |
| 19        | Sacha Velly           | Frankrike        | 1:54.34,0       |
| 20        | Tiago Campos          | Portugal         | 1:55.33,5       |
| 21        | Tobias Robinson       | Storbritannien   | 1:55.39,2       |
| 22        | Ruan Breytenbach      | Sydafrika        | 1:55.40,1       |
| 23        | Cho Cheng-chi         | Kinesiska Taipei | 1:55.54,6       |
| 24        | Franco Cassini        | Argentina        | 1:55.59,7       |
| 25        | Bruce Almeida         | Brasilien        | 1:56.09,0       |
| 26        | Eric Brown            | Kanada           | 1:56.15,0       |
| 27        | Diogo Cardoso         | Portugal         | 1:56.18,4       |
| 27        | Tamaš Farkaš          | Serbien          | 1:57.19,2       |
| 29        | Taiki Nonaka          | Japan            | 1:58.42,5       |
| 30        | Daniel Delgadillo     | Mexiko           | 1:59.28,0       |
| 31        | Connor Buck           | Sydafrika        | 1:59.42,6       |
| 32        | Bailey Armstrong      | Australien       | 2:00.02,7       |
| 33        | Zhang Ziyang          | Kina             | 2:00.54,7       |
| 34        | Krzysztof Chmielewski | Polen            | 2:00.54,9       |
| 35        | Tang Haoyang          | Kina             | 2:01.20,4       |
| 36        | Park Jae-hun          | Sydkorea         | 2:01.21,3       |
| 37        | Burhanettin Hacısağır | Turkiet          | 2:01.32,8       |
| 38        | William Yan Thorley   | Hongkong         | 2:01.32,9       |
| 39        | Juan Alcívar          | Ecuador          | 2:01.37,4       |
| 40        | Ido Gal               | Israel           | 2:01.38,9       |
| 41        | Choi Yong-jin         | Sydkorea         | 2:01.50,1       |
| 42        | Keith Sin             | Hongkong         | 2:02.08,1       |
| 43        | Artyom Lukasevits     | Singapore        | 2:02.29,2       |
| 44        | Tanakrit Kittiya      | Thailand         | 2:03.05,6       |
| 45        | Anurag Singh          | Indien           | 2:03.16,4       |
| 46        | Jahir López           | Ecuador          | 2:03.23,2       |
| 47        | Paulo Strehlke        | Mexiko           | 2:04.04,3       |
| 48        | Maximiliano Paccot    | Uruguay          | 2:05.01,3       |
| 49        | Jeison Rojas          | Costa Rica       | 2:05.01,4       |
| 50        | Cho Pei-chi           | Kinesiska Taipei | 2:05.24,0       |
| 51        | Lev Cherepanov        | Kazakstan        | 2:08.15,0       |
| 52        | Ritchie Oh            | Singapore        | 2:08.26,5       |
| 53        | Joaquín Devoto        | Peru             | 2:09.41,4       |
| 54        | Jamarr Bruno          | Puerto Rico      | 2:10.35,0       |
| 55        | Damien Payet          | Seychellerna     | 2:13.54,9       |
| 56        | Suabsakul Kumton      | Thailand         | 2:17.49,7       |
| 57        | Diego Ortiz           | Puerto Rico      | 2:18.44,0       |
| 58        | Santiago Reyes        | Guatemala        | 2:20.53,1       |
| –         | Guilherme Costa       | Brasilien        | Fullföljde inte |
| –         | Kristóf Rasovszky     | Ungern           | Fullföljde inte |
| –         | Asterios Daldogiannis | Grekland         | Fullföljde inte |
| –         | Matěj Kozubek         | Tjeckien         | Fullföljde inte |
| –         | Athanasios Kynigakis  | Grekland         | Startade inte   |
| –         | Matan Roditi          | Israel           | Startade inte   |